# 張淮深
張 淮深（ちょう わいしん、831年 - 890年）は、唐末の帰義軍節度使であり、張議潮の兄の張議潭の子。
咸通8年（867年）、張議潮が入朝して、司徒の位を得た、甥の張淮深を軍務処理のために現地の留めて置いた。張淮深は、任期中、たびたび甘州ウイグル王国を破った。後世、敦煌文献にある「張淮深変文」には、張淮深を徳が深く勇猛な人物として書いている。
乾符3年（876年）、西州ウイグルが、張淮深の領有している伊州（現在の新疆ウイグル自治区クムル市伊州区）を攻め落とし、張淮深の勢力は衰え始めた。
大順元年（890年）2月22日、張淮深は死亡した。その原因については以下のように論じられており、未だに定説はない。
1. 張議潮の娘婿である索勛が政変を起こし、張淮深夫妻と六人の子を殺し、自立して帰義軍節度使になった[2][3]。
2. 索勛は、張淮深を殺しておらず、彼の死は、派兵して朱玫が李熅を皇帝にしたのに追随したからである[4]。
3. 張議潮の実子の張淮鼎が張淮深を殺した[5]。
4. 張淮深の子の張延興・張延嗣が、張淮深と異母兄弟の張延暉・張延礼の六兄弟と張淮深夫人の潁川陳氏を殺した。しかるのちに、張淮深の従兄弟である張淮鼎を立てた[6]。
5. 帰義軍内部で、張文徹を中心とした反対派が、張淮深とその一家を殺して、政権を奪おうと企画した[7]。
6. 張淮鼎が張淮深を殺して、自立して帰義軍節度使になった[8]。